# Caraíba do Norte
Caraíba do Norte é um distrito do município brasileiro de São Francisco do Maranhão, no interior do estado do Maranhão.

## Histórico
Os primeiros moradores de São Francisco do Maranhão se estabeleceram na margem esquerda do rio Parnaíba, tendo desenvolvido a criação de gado e a exportação da lavoura.
Com a fertilidade da terra e o desenvolvimento da lavoura, o lugar foi tomando forma e atraiu novos habitantes.
Pela lei provincial nº 902 de 1870, a povoação foi elevada à categoria de Vila com a denominação de Manga do Iguará, época em que contava com uma capela-mor e uma igreja matriz em construção, sendo sede da Freguesia de São Francisco de Assis.
A vila foi elevada à condição de cidade com a denominação de São Francisco, pela lei estadual nº 1179, de 22-04-1924.

## Distrito
Pela lei estadual nº 269, de 31-12-1948, o município passou a denominar-se São Francisco do Maranhão. Sob a mesma lei são criados os distritos de Caraíba do Norte e Ribeirão Azul.
No distrito, além do povoado Caraíba do Norte, também estão situadas as localidades de Patos, Angelim, Buritizinho, Alto Alegre, Bonito, Escavaldo, Mulungu, Angicos, dentre outras.